# Großer Bodensee
Der Große Bodensee liegt im Nationalpark Müritz im Landkreis Mecklenburgische Seenplatte in Südostmecklenburg auf dem Stadtgebiet von Neustrelitz an der Grenze zum Gemeindegebiet von Klein Vielen. Er ist etwa 1000 Meter lang und bis zu 700 Meter breit bei einem Umfang von etwa 3,6 Kilometern. Der See befindet sich in einer waldreichen Umgebung südöstlich von Kratzeburg. Er hat eine L-förmige Oberfläche mit einem in Nord-Süd-Richtung ausgerichteten Westbecken und einem in Ost-West-Richtung ausgerichteten Ostbecken. Der östliche Teil des Gewässers hat steile Ufer, deren höchste Punkte teilweise bis über zwanzig Meter über dem Seeniveau liegen. Das Westufer ist flach und sumpfig.